# منتخب فرنسا لهوكي الجليد للناشئين
منتخب فرنسا لهوكي الجليد للناشئين هو ممثل فرنسا الرسمي في المنافسات الدولية في هوكي الجليد للناشئين
.